# نيكو فاريلا
نيكو فاريلا (بالإسبانية: Nico Varela)‏ (19 يناير 1991 بمونتفيدو في الأوروغواي - ) هو لاعب كرة قدم أوروغواني في مركز جناح ‏. لعب مع ريال مورسيا ونادي بوتيف بلوفديف ونادي جامعة مرسية ونادي قادش ونادي لاريسا ونادي ألميريا ب وA.P.S. Zakynthos ‏.

## وصلات خارجية
- نيكو فاريلا على موقع قاعدة بيانات كرة القدم.إي يو (الإنجليزية)
- نيكو فاريلا على موقع Soccerway.com (الإنجليزية)
- نيكو فاريلا على موقع عالم كرة القدم.نت (الإنجليزية)